# Sheffield (Album)
Sheffield ist das siebte Studioalbum der deutschen Eurodance-Band Scooter. Es wurde am 26. Juni 2000 veröffentlicht und enthält, wie fast jedes Scooter-Album, 12 Titel. Das Album belegte in Finnland den 9., in Deutschland den 11. und in Schweden den 15. Rang. In Österreich belegte das Album Platz 49, in der Schweiz Rang 60. Das Album wurde nach englischen Stadt Sheffield benannt, die als Techno-Metropole gilt.
Produziert wurde das Album von Axel Coon, Rick J. Jordan, H. P. Baxxter und Jens Thele. Die Texte wurden von H. P. Baxxter geschrieben. Eine zusätzliche Gitarre wurde von Helge Vogt eingespielt. Sheffield wurde als erstes Album auf Scooters Eigenlabel Sheffield Tunes veröffentlicht.
Das Cover zeigt ein Schwarz-Weiß-Foto der Mitglieder Scooters, die in Casual Wear gekleidet an einer Wand lehnen. In der Mitte prangt ein gelber Stern, darunter steht Bandname und Albumtitel. Auf dem Backcover sieht man die Mitglieder von Scooter von hinten, wie sie zu einer Mauer gehen. Die Gestaltung stammt von Marc Schilkowski, der auch für weitere Scooter-Produktionen das Design übernahm und die Fotos schoss Olaf Heine.

## Tracklist
1. MC’s Missing (1:16)
2. Don’t Gimme the Funk (4:13)
3. I’m Your Pusher (3:59)
4. Where Do We Go? (4:06)
5. Sex Dwarf (4:20)
6. She’s the Sun (4:54)
7. Space Cowboy (5:51)
8. Never Slow Down (3:56)
9. Down to the Bone (4:11)
10. Summer Wine (3:58)
11. Dusty Vinyl (4:53)
12. Cubic (5:05)

## Musik
MC’s Missing („ein MC wird vermisst“) ist ein Intro, das mit dem Ansagetonsignal eines Flughafens oder Bahnhofs zur Melodie der großen Glocke des Big Bens beginnt, worauf eine Sirene ertönt und eine Stimme „MC’s missing“ wiederholt. Das Intro geht in Gimme the Funk über, einem ruhigen Downbeat-Lied.
Das dritte Lied, I’m Your Pusher ist ein Mitsinglied, das zu großen Teilen aus den Rufen H. P. Baxxters besteht, der etwas vorsingt, und der Menge, die es nachsingt. Das Stück sampelt die Melodie von Flieger, grüß mir die Sonne (Allan Gray & Walter Reisch 1932), die durch Hans Albers bekannt wurde. Unter anderem wird sie mit einem Dudelsack gespielt.
Sex Dwarf ist ein Cover der britischen Band Soft Cell. She’s the Sun beginnt mit einem asiatischen Intro und geht dann über in ein ruhiges, balladenartiges Lied.
Summer Wine ist ein Stück mit Akustikgitarrenklängen und ruhiger Perkussion. Ursprünglich wurde es als Duett von Lee Hazlewood und Nancy Sinatra im Jahr 1967 veröffentlicht. Auf dem Album von Scooter ist ein Duett zwischen H. P. Baxxter und der langjährigen Scooter-Backgroundsängerin Nikk.

## Singles

### I’m Your Pusher
Die Single wurde am 1. Mai 2000 veröffentlicht und erreichte Platz 17 in Deutschland, Rang 19 in Finnland und Rang 27 in Schweden. In Österreich landete die Single auf Platz 33, in der Schweiz auf Platz 74. Der Song wurde zudem zum Titelsong der VIVA On Road Tour 2000 ernannt.

#### Tracklist
1. I’m Your Pusher (3:48)
2. I’m Your Pusher – Extended (4:46)
3. The Pusher 2 (5:37)
4. Firth of Forth (3:38)

Im dazugehörigen Videoclip verunfallt Axel Coon mit seinem Auto in der Wüste und wird von H. P. Baxxter und Rick J. Jordan mitgenommen. Beim Weiterfahren stoppen sie den Wagen für eine Anhalterin, die aber auf den Boden spuckt und nicht einsteigen will. Sie fahren an einem Dudelsackspieler vorbei, der ihnen mit der Faust droht und gelangen schließlich zu einem Dörfchen, wo sie die Bar aufsuchen. Als sie mit den Barbesuchern einige Drinks einnehmen, kommt der Dudelsackspieler zum Eingang hinein, zieht ein Gewehr und beginnt zu schießen.

### She’s the Sun
Die Single erschien am 24. Juli 2000 und erreichte Platz 41 in den deutschen Charts. International konnte sich die Single nicht durchsetzen. Auf der Single ist auch das Video mit dabei.
Auf dem Cover, das von Marc Schilkowski stammt, trägt der in einen schwarzen Mantel gekleidete H. P. Baxxter eine leblose Frau zum Meer hin. Im dazugehörigen Videoclip trägt er sie durch eine Großstadt bis ins Meer, wo sie im Wasser versinkt.

#### Tracklist
1. She’s the Sun (3:45)
2. She’s the Sun – Extended (4:52)
3. Sunrise (Ratty’s Inferno) (5:39)